# Bignan
Bignan (en bretó Begnen) és un municipi francès, situat a la regió de Bretanya, al departament d'Ar Mor-Bihan. L'any 2006 tenia 2.549 habitants. A l'inici del curs 2007 el 18,7% dels alumnes del municipi eren matriculats a la primària bilingüe. El consell municipal ha aprovat la carta Ya d'ar brezhoneg.

## Demografia
| 1962                                       | 1968  | 1975  | 1982  | 1990  | 1999  |
| ------------------------------------------ | ----- | ----- | ----- | ----- | ----- |
| 2.061                                      | 2.067 | 2.227 | 2.446 | 2.567 | 2.546 |
| Des de 1962: població sense dobles comptes |       |       |       |       |       |

## Administració
| Període   | Identitat             | Partit        |
| --------- | --------------------- | ------------- |
| 1981-2008 | Henri-Michel Kersuzan | Divers droite |
| 2008-     | Louis Morio           |               |

## Personatges il·lustres
- Pierre Guillemot, cap dels chouans, dit el Rei de Bignan.